# Tarzán, el hombre mono
Tarzán, el hombre mono (Tarzan, the Ape Man) es una película estadounidense de 1981 dirigida por John Derek. Está protagonizada por Bo Derek, Miles O'Keeffe, Richard Harris, John Phillip Law y Steve Strong. El guion escrito por Tom Rowe y Gary Goddard está basado de forma libre en la novela Tarzán de los monos de Edgar Rice Burroughs. Distribuida por Metro-Goldwyn-Mayer, la película se estrenó el 7 de agosto de 1981 en Estados Unidos.   

## Sinopsis
Jane Parker (Bo Derek), una inglesa que llega a África en busca de su padre (Richard Harris), encuentra en la selva a un hombre que ha crecido criado por los simios: Tarzán (Miles O'Keeffe). "El rey de los monos" la defenderá del ataque de un león, de una serpiente pitón y, además, la rescatará de una primitiva tribu que la había secuestrado. Ella comenzará a sentir una fuerte atracción por Tarzán.
- Datos: Q2060354